# Station Świętajno
Station Świętajno is een spoorwegstation in de Poolse plaats Świętajno.